# Großtraktor
De Großtraktor werd in het Duitse, geheime tankprogramma "Traktor" ontwikkeld. In totaal zijn er rond 1929 zes prototypes gebouwd, maar door de fouten in het ontwerp is het model nooit in productie genomen. In de Tweede Wereldoorlog werden ze ingezet als trainingsvoertuigen of als (Eerste Wereld)oorlogsmonument.

## Ontwikkeling
Na de Eerste Wereldoorlog mocht Duitsland geen gepantserde voertuigen meer ontwikkelen. Toch wilden ze niet gaan achterlopen op de rest van de wereld, dus startten ze een geheim tankprogramma op, genaamd "Tractor". In samenwerking met Rusland werd er een testgebied ingericht in Rusland; Panzertruppenschule Kama. Hier werd onder andere de Leichttraktor getest. In totaal werden er zes prototypes gebouwd; twee door Daimler, twee door Krupp en twee door Rheinmetall. Deze ontwerpen leken over het algemeen veel op elkaar, maar in de details zaten er wel verschillen. Het opperbevel stelde wel enkele eisen aan de ontwerpen; Een lengte van 6m, breedte van 2,4m en een 75mm kanon, gemonteerd in een draaiende koepel. Dat alles moest hoogstens 15 ton wegen. In de Tweede Wereldoorlog zijn er nog enkele voertuigen ingezet als trainingsvoertuigen en er werden enkele als monument neergezet. Na de oorlog zijn er geen meer teruggevonden. Het design was vergelijkbaar met de Britse mediumtanks Mk. III en Mk. C. Bijzonder aan het model was ook dat er een extra koepel op de achterkant van de tank zat, waar een machinegeweer in gemonteerd was.

## Großtraktor I
De Großtraktor I is ontworpen door dr. Porsche, die op dat moment werkte voor Daimler. De tank was bewapend met een 75mm KwK L/24 kanon en drie tot vier 7.92 mm machinegeweren. De tank had amfibische mogelijkheden. De motor was een Daimler zes-cilinder M182206 met een totaal vermogen van 260 pk. In 1929 werden de nr. 41 en de nr. 42 gebouwd. Een van de prototypes kreeg later nog een verbeterd kanon ingebouwd. Beide voertuigen ondervonden echter veel problemen met de transmissie.

## Großtraktor II
Rheinmetall ontwierp de tweede variant van de Großtraktor. Deze was bewapend met hetzelfde kanon en had ook 3-4 7.92 machinegeweren gemonteerd. Het ontwerp was eenvoudiger dan het ontwerp van Daimler, met onder andere deurtjes in de zijkant van de tank. Ook Rheinmettal produceerde twee prototypes, de nr. 45 in 1928 en de nr. 46 in 1929. Er werden nog wijzigingen aangebracht in 1930, '32 en '33. De motor was een BMW Va motor met een vermogen van 250pk.

## Großtraktor III
De Großtraktor III was een ontwerp van Krupp. Deze was vergelijkbaar met de voorgaande twee versies, maar verschilde veel in de details. Ook hiervan werden twee prototypes gebouwd. Nr. 43 in 1928 en nr. 44 in 1929. Beide werden nog gewijzigd in 1931. De motor was een BMW Va met 250pk. Ook deze versie had het 75mm KwK L/24 kanon.